# Karuri
Karuri är en ort i Kenya.   Den ligger i länet Muranga, i den centrala delen av landet, 80 km nordost om huvudstaden Nairobi. Karuri ligger 1 211 meter över havet och antalet invånare är 21 476.
Terrängen runt Karuri är platt åt nordost, men åt sydväst är den kuperad. Runt Karuri är det ganska tätbefolkat, med 192 invånare per kvadratkilometer. Karuri är det största samhället i trakten. I omgivningarna runt Karuri växer huvudsakligen savannskog.